# Claes Wimermark
Claes Wimermark, född 24 september 1768 i Vimmerby, död 25 januari 1834 i Askeby socken, Östergötlands län, var en svensk präst.

## Biografi
Claes Wimermark föddes 1768 i Vimmerby. Han var son till rådmannen Zacharias Wimermark och Brita Maria Hult. Wimermark blev höstterminen 1789 student vid Uppsala universitet, Uppsala och prästvigdes 5 november 1795. Han blev 1796 domkyrkoadjunkt i Linköpings församling och 17 december 1806 komminister i Sankt Lars församling, Linköpings pastorat, tillträde 1809. Wimermark blev vice pastors namn, heder och värdighet 17 december 1806 och kunglig hovpredikant 5 juli 1809. Den 16 december 1812 tog han pastoralexamen och blev 19 april 1821 kyrkoherde i Askeby församling, Askeby pastorat, tillträde samma år. Wimermark blev prost 16 november 1822 och kontraktsprost i Bankekinds kontrakt 23 februari 1831. Han avled 25 januari 1834 i Askeby socken.

### Familj
Wimermark gifte sig 29 augusti 1809 med Carolina Dubb (1784–1841). Hon var dotter till domprosten Jonas Dubb och Eva Elisabeth Martin i Linköping. De fick tillsammans barnen Carolina Elisabeth Charlotta (1810–1810), Claes Bernhard (1817–1865) och Carolina Aurora Constantia (1819–1836).